# Maximiano de Rávena
Maximiano de Rávena (Pula, 499 - Rávena, 566) fue un obispo italiano que ocupó la sede de Rávena en el siglo VI, lo que lo hizo muy influyente en su época. Luchó contra la herejía en la región desde su cargo. Es venerado como santo por la Iglesia Católica el 22 de febrero.

## Hagiografía
Maximiano nació en el 499, en Pula, en la región de Istria (hoy Croacia), dominada por los ostrogodos quienes habían tomado posesión de los antiguos terrenos romanos en Occidente. La ciudad era llamada en aquel tiempo Pola.
Se cuenta que él y su padre encontraron un tesoro, lo que les dio la oportunidad de viajar a Constantinopla y presentarse ante la corte del emperador Justiniano. No está claro a que tipo de tesoro se refieren las fuentes.

### Vida religiosa
Fue elegido diácono en su natal Pula, y, luego con apoyo del emperador y del Papa Vigilio, Maximiano fue elegido obispo de Rávena, siendo el titular vigésimo octavo, cuando el obispo vigente falleció, en el 546, en una ceremonia celebrada en Patras, Grecia. Contaba con 48 años en esa fecha.
Sin embargo, los feligreses no veían con muy buenos ojos su elección en el cargo, ya que tenía un origen humilde, por lo que, para evitar hostigamientos de la población, Maximiano vivió un tiempo alejado de la ciudad.
Se le asocia con la construcción de varios templo en Rávena, entre ellos el de San Vital y el de San Apolinar. Esto le ganó el afecto del pueblo, poco a poco. Además se dice que fue el primer obispo occidental en llevar el título de Arzobispo.
Maximianus se dedicó a la revisión de libros litúrgicos y a la enmienda del texto latino de la Biblia, la Vulgata, y encargó una gran cantidad de manuscritos. Se dice que la edición leonina del misal o rito eucarístico, se basó en la edición de Maximiano.

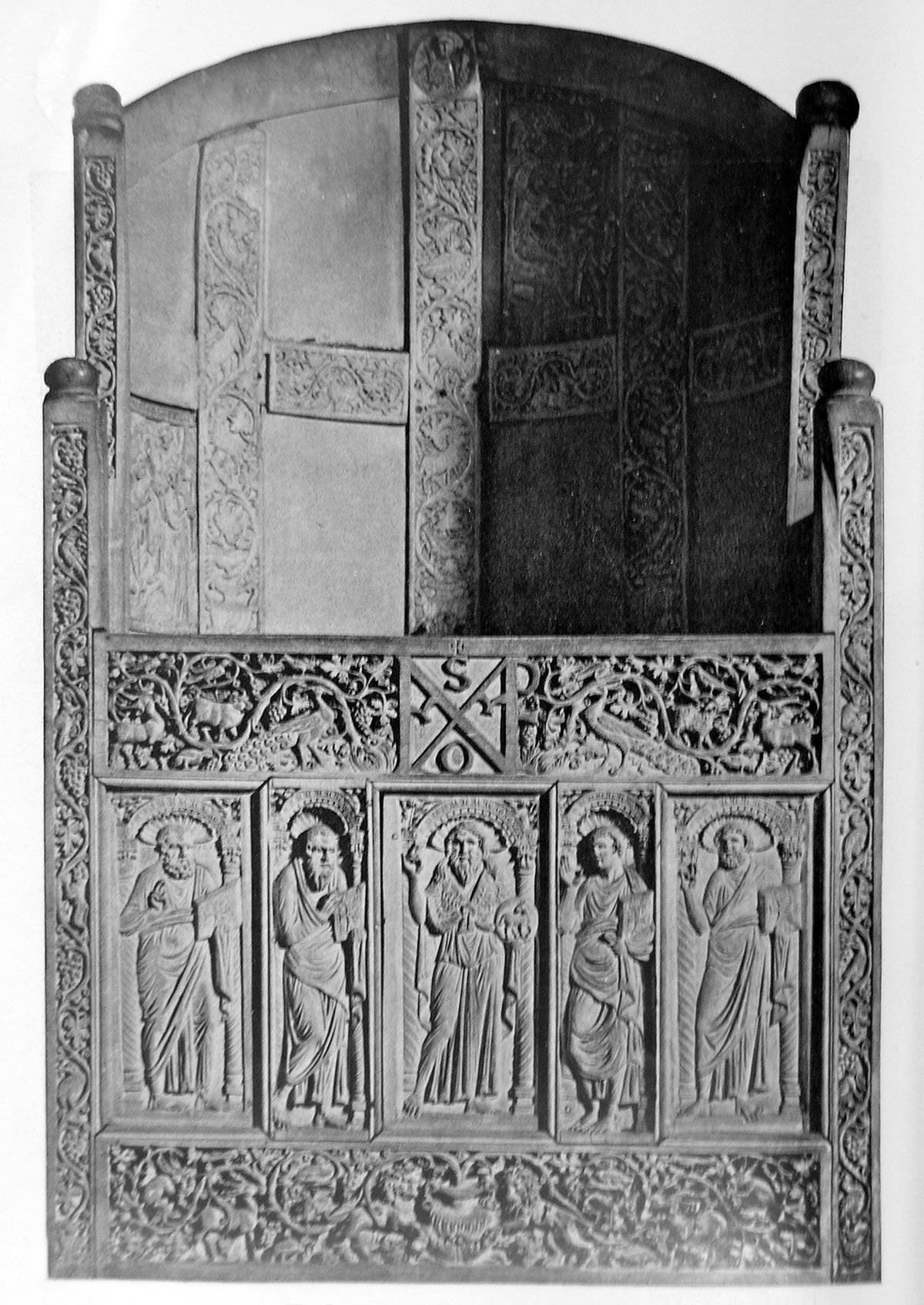
Cátedra de Maximiano

Fue uno de los hombres más prominentes de la época, junto al Papa y al emperador, pues Rávena era la capital del imperio romano, que ya estaba en su etapa final.
Como protector del arte también hizo construir algunas piezas muy finas para las iglesias que regía, entre las que está la Cátedra de Maximiano, una silla episcopal o trono de 1,50 m de alto y 0,60 m de ancho, que estuvo formada originariamente por 26 paneles de marfil tallado, en los que se representan dos ciclos narrativos diferentes: los 16 episodios dedicados a la vida de Cristo. En otro, tenía retratos de todos sus predecesores bordados en fondo dorado.
Maximiano falleció el 22 de febrero del 556, de causas naturales.

## Onomástica y Culto público
Sus restos reposaron en la Basílica de San Andrés, hasta que en 1809 se trasladaron a la catedral de Rávena, donde reposan actualmente. El traslado se debió a que el ejército napoleónico invadió y tomó Italia.
Maximiano es considerado santo tanto por católicos como por ortodoxos, ya que tuvo gran influencia en Roma y Constantinopla, como se dijo antes. Su fiesta litúrgica se celebra el 22 de febrero, aunque previamente se le conmemoraba el 21 de febrero
Su retrato oficial se encuentra en la catedral de San Vital, que fue inaugurada por el mismo Maximiano en vida, con la participación del emperador y su esposa Teodora. Dicho retrato contiene a los 2 personajes masculinos antes citados.